# Vladimir Smirnov (ski de fond)
Pour les articles homonymes, voir Vladimir Smirnov et Smirnov.
Vladimir Mikhaïlovitch Smirnov (en russe : Владимир Михайлович Смирнов), né le 7 mars 1964 à Chtchoutchinsk dans l'oblys d'Aqmola, est un fondeur soviétique puis kazakh. Il est parmi les fondeurs les plus titrés de sa génération, devenant champion olympique en 1994, quintuple champion du monde (dont trois fois en 1995) et deux fois vainqueur de la Coupe du monde en 1991 et 1994, ainsi que de trente épreuves individuelles, soit à quinze unités du record détenu par Bjørn Dæhlie, un de ses rivaux des années 1990. Il a ensuite siégé au Comité international olympique.

## Biographie

### Carrière sportive
Concourant sous les couleurs de l'URSS, il dispute les Jeux olympiques de 1988 puis 1992 sous les couleurs de la CEI. Enfin depuis 1992, il concourt sous les couleurs de la nouvelle république du Kazakhstan, son pays d'origine.
Il est performant dans tous les formats de courses au programme à son époque, que ce soit en style libre ou classique.
S'entraînant avec le club sportif de l'armée à Astana, il fait ses débuts internationaux aux Championnats du monde junior 1982, où il remporte deux médailles de bronze (15 kilomètres et relais), puis remporte deux autres médailles à ceux de 1983, dont une en or et de même en 1984. Il court à son premier rendez-vous majeur lors des Championnats du monde 1985 à Seefeld. Deux ans plus tard, lors des Mondiaux à Oberstdorf, il monte sur son premier podium avec une médaille d'argent en relais et prend la cinquième place au quinze kilomètres.
Il décroche trois médailles dans toutes les courses qu'il dispute lors des Jeux olympiques 1988 à Calgary, avec l'argent au trente kilomètres et au relais et le bronze au quinze kilomètres.
C'est en 1994, lors des Jeux olympiques de Lillehammer, qu'il réalise son plus grand exploit. Il remporte deux médailles d'argent derrière le grand Bjørn Dæhlie, mais surtout il remporte le 50 km, privant les Nordiques, et plus particulièrement les Norvégiens qui sont à domicile, de la victoire. Il reçoit la Médaille Holmenkollen à l'issue de cet hiver.
Il remporte ensuite une nouvelle médaille de bronze lors des Jeux olympiques de Nagano, sur la poursuite, édition durant laquelle il est le porte-drapeau de sa délégation. En 1998, il prend sa retraite dans le sport de haut niveau.
Son palmarès est complété par onze médailles mondiales, dont cinq titres et plus particulièrement trois titres lors des Mondiaux 1995 à Thunder Bay, où il sort vainqueur du dix kilomètres, du trente kilomètres et de la poursuite. Il a gagné son premier titre à Lahti en 1989 sur le trente kilomètres, malgré une blessure au bras en pré-saison qui retarde sa préparation.
Dans la Coupe du monde, il s'élance pour la première fois en décembre 1982 à Davos, ce qui lui apporte ses premiers points. En mars 1984, il se classe deuxième au quinze kilomètres de Mourmansk et monte ainsi sur son premier podium. En 1986, il participe à plus de courses à ce niveau, étant passé chez les séniors, et concrétise par une victoire sur le quinze kilomètres de Kavgolovo et deux autres podiums, ce qui le place en troisième position au classement général. Il reste toujours aux alentours des meilleurs jusqu'en 1991, où il enchaîne trois victoires à Davos, aux Saisies (style classique) et à Minsk (style libre) et deux médailles individuelles aux Championnats du monde à Val di Fiemme (qui comptent à l'époque pour la Coupe du monde), qui contribue à son succès final sur le classement général. En 1992, la victoire lui échappe et il recule au troisième rang mondial, échouant notamment à gagner de médaille aux Jeux olympiques d'Albertville. L'hiver suivant, il retrouve le chemin de la victoire en s'imposant en style libre à Val di Fiemme, puis à Bohinj, puis récolte trois médailles aux Championnats du monde à Falun, dont deux en argent, sur le dix kilomètres classique et sur la poursuite, où il se fait battre d'un rien par Dæhlie sur la dernière ligne droite. Ses deux derniers résultats de la saison sont moins bons (9e et 59e) et doit laisser le gain de la Coupe du monde à Dæhlie. 1994, année de son premier et seul titre olympique, est sa plus prolifique en termes de victoires, puisqu'il en remporte sept, dont celle sur le quinze kilomètres d'Oslo. Il prend ainsi sa revanche sur Dæhlie et devance le Norvégien au classement final de la Coupe du monde, qu'il gagne pour la deuxième fois. Il réalise quasiment la même performance en 1994-1995, avec six succès dont trois sur les Mondiaux, qui le mène au deuxième rang mondial, derrière Dæhlie. Le résultat est identique lors de la Coupe du monde 1995-1996.
En mars 1997 et 1998, il signe ses 29e et 30e victoires (ses dernières), à chaque fois sur le trente kilomètres classique de Lahti. Il est pour la huitième fois présent sur le podium du classement général en 1998 avec le troisième rang.
Son palmarès en Coupe du monde le place également en deuxième place de l'histoire en nombre de victoires derrière Bjørn Dæhlie, qui en compte 45 et à égalité avec Gunde Svan, qui courait contre lui à la fin des années 1980. Même s'il est concurrent de Dæhlie sur la piste, il devient populaire en Norvège et apprécié de son rival, apparaissant même ensemble à la télévision.

### Carrière dans les instances sportives
Entre 1998 et 2004, il fait partie de la commission des athlètes au Comité international olympique et entre 1999 et 2001, il est le représentant kazakh au CIO.
Il dirige sans succès la campagne de la candidature d'Astana pour les Jeux olympiques d'hiver de 2014.
Par la suite, il devient vice-président de l'Union internationale de biathlon.

### Vie personnelle
Depuis 1991, le fondeur surnommé Smirre vit à Sundsvall, en Suède, pays dont il prend la nationalité en 1998. Avec sa femme Valentina, il élève deux filles.

## Palmarès

### Jeux olympiques
| Épreuve / Édition       | Calgary 1988 | Albertville 1992 | Lillehammer 1994 | Nagano 1998 |
| 10 km                   |              | 13e              | Argent           | 4e          |
| 15 km                   | Bronze       |                  |                  |             |
| Poursuite 10 km + 15 km |              | 8e               | Argent           | Bronze      |
| 30 km                   | Argent       | 9e               | 10e              | 12e         |
| 50 km                   |              | 35e              | Or               | 8e          |
| Relais 4 × 10 km        | Argent       | 5e               |                  |             |

### Championnats du monde
| Épreuve / Édition       | Seefeld 1985 | Oberstdorf 1987 | Lahti 1989 | Val di Fiemme 1991 | Falun 1993 | Thunder Bay 1995 | Trondheim 1997 |
| 10 km                   |              |                 |            |                    | Argent     | Or               | 4e             |
| 15 km                   | 16e          | 5e              | 10e        | Bronze             |            |                  |                |
| Poursuite 10 km + 15 km |              |                 |            |                    | or         | Or               | 8e             |
| 30 km                   |              |                 | Or         | Argent             | Bronze     | Or               | 42e            |
| 50 km                   |              |                 |            |                    | 21e        | Bronze           | 19e            |
| Relais 4 × 10 km        |              | Argent          |            |                    |            |                  |                |

### Coupe du monde
- 2 globes de cristal : vainqueur du classement général en 1991 et 1994.
- 66 podiums individuels : 30 victoires, 21 deuxièmes places et 15 troisièmes places.
- 8 podiums en relais, dont 2 victoires.

Palmarès comprenant les podiums obtenus aux Championnats du monde et aux Jeux olympiques

#### Victoires individuelles
En plus des victoires obtenues aux Jeux olympiques et aux Championnats du monde, il a gagné les courses suivantes : 
| Date             | Lieu                       | Pays                 | Discipline |
| ---------------- | -------------------------- | -------------------- | ---------- |
| 23 février 1986  | Kavgolovo                  | Union soviétique     | 15 km C    |
| 9 janvier 1988   | Kavgolovo                  | Union soviétique     | 30 km C    |
| 25 février 1990  | Reit im Winkl              | Allemagne de l'Ouest | 30 km L    |
| 15 décembre 1990 | Davos                      | Suisse               | 15 km C    |
| 19 décembre 1990 | Les Saisies                | France               | 30 km C    |
| 5 janvier 1991   | Minsk                      | Union soviétique     | 15 km L    |
| 18 décembre 1992 | Val di Fiemme              | Italie               | 30 km L    |
| 16 janvier 1993  | Bohinj                     | Slovénie             | 15 km L    |
| 11 décembre 1993 | Santa Caterina di Valfurva | Italie               | 30 km C    |
| 21 décembre 1993 | Dobbiaco                   | Italie               | 10 km C    |
| 22 décembre 1993 | Dobbiaco                   | Italie               | 15 km L    |
| 9 janvier 1994   | Kavgolovo                  | Russie               | 15 km C    |
| 15 janvier 1994  | Oslo                       | Norvège              | 15 km      |
| 5 mars 1994      | Lahti                      | Finlande             | 15 km L    |
| 27 janvier 1995  | Lahti                      | Finlande             | 15 km L    |
| 29 janvier 1995  | Lahti                      | Finlande             | 15 km C    |
| 11 février 1995  | Oslo                       | Norvège              | 50 km C    |
| 26 novembre 1995 | Vuokatti                   | Finlande             | 10 km C    |
| 9 janvier 1996   | Štrbské Pleso              | Slovaquie            | 50 km L    |
| 24 février 1996  | Trondheim                  | Norvège              | 30 km L    |
| 9 mars 1996      | Falun                      | Suède                | 10 km L    |
| 10 mars 1996     | Falun                      | Suède                | 15 km C PU |
| 18 janvier 1997  | Lahti                      | Finlande             | 30 km C    |
| 7 mars 1998      | Lahti                      | Finlande             | 30 km C    |

Légende : 

PU = poursuite 

C= classique 

L = libre

#### Classements par saison
| Saison / Épreuve | Classement général |
| ---------------- | ------------------ |
| 1982-1983        | 59e                |
| 1983-1984        | 31e                |
| 1984-1985        | 30e                |
| 1985-1986        | 3e                 |
| 1986-1987        | 5e                 |
| 1987-1988        | 5e                 |
| 1988-1989        | 5e                 |
| 1989-1990        | 7e                 |
| 1990-1991        | 1er                |
| 1991-1992        | 3e                 |
| 1992-1993        | 2e                 |
| 1993-1994        | 1er                |
| 1994-1995        | 2e                 |
| 1995-1996        | 2e                 |
| 1996-1997        | 9e                 |
| 1997-1998        | 3e                 |